# I nomi del diavolo
I nomi del diavolo è il secondo album in studio del rapper italiano Kid Yugi, pubblicato il 1º marzo 2024 dalle etichette discografiche EMI Records e Universal Music Italia.

## Antefatti
L'album è stato annunciato da Kid Yugi il 15 febbraio 2024, quando il rapper ha rivelato la data di uscita del progetto condividendone un trailer ispirato al romanzo Il maestro e Margherita di Michail Bulgakov e rendendone disponibile il pre-ordine digitale e fisico.

## Descrizione
I nomi del diavolo, come il progetto precedente di Yugi The Globe, è un concept album ispirato a due romanzi in particolare: Il maestro e Margherita di Michail Bulgakov (omaggiato anche nella copertina) e Il signore delle mosche di William Golding, due romanzi che, come il progetto, mirano a raccontare tutte le sfumature del male in tutte le sue forme e tutti i suoi nomi, anche se in modo violento e cupo.
(Kid Yugi)
Tra i temi affrontati sono presenti l'amore, l'Ilva di Taranto e i danni causati da essa, lo spaccio e l'uso di droghe, l'essere proveniente dal sud Italia e il diventare famoso, oltre alla presenza di citazioni a letteratura inglese e russa, hip hop americano degli anni '90, satanismo, cabala, horror, Medioevo, mitologia nordica, videogame e serie animate.
L'album contiene inoltre le collaborazioni di Tony Boy, Artie 5ive, Tedua, Papa V, Noyz Narcos, Ernia, Simba La Rue, Geolier, Fido Guido e Sfera Ebbasta.
Il 21 ottobre 2024 annuncia che il 1º novembre successivo sarebbe stata pubblicata una riedizione dell'album intitolata Tutti i nomi del diavolo, anticipata dal singolo Donna reso disponibile il 23 ottobre.
All'interno di Tutti i nomi del diavolo sono presenti otto tracce bonus e due collaborazioni: Massimo Pericolo nella traccia 6SEI6 e Glocky nella traccia Diablo; inoltre, S.X.S.I.C. è un omaggio al brano del 2004 S.A.I.C. di Bassi Maestro e Fabri Fibra e l'antecedente, del 2002, di Bassi Maestro S.I.C., delle quali conserva la base e riprende il testo.

## Accoglienza
| Recensione | Giudizio |
| ---------- | -------- |
| Newsic     |          |
| Ondarock   |          |

Antonio Silvestri di Ondarock ha lodato la versatilità e il ricco lessico di Kid Yugi nell'album, notando come questo mostri personalità e abilità non comuni. Tuttavia ha affermato che «i featuring numerosi e mai brillanti zavorrano l'album» e che troppo spesso il rapper «cade nel cliché del rap di strada e della trap, con annessa misoginia e tutto il corollario» e che le produzioni «spesso non riescono a spiccare per originalità, appiattendosi su soluzioni ormai risapute».
Marco De Crescenzo di Newsic ha lodato il concept del progetto, i riferimenti alla letteratura, al cinema e cultura hip hop e la sua bravura nel rappresentare il male e il bene, due facce della stessa medaglia.

## Tracce
Testi di Francesco Stasi eccetto dove indicato.
1. L'anticristo – 2:18 (musica: Edoardo Di Fazio, Umberto Odoguardi, Gianluca Cranco)
2. Capra a tre teste (feat. Tony Boy & Artie 5ive) – 3:16 (testo: Francesco Stasi, Ivan Arturo Barioli, Antonio Hueber – musica: Vincenzo Di Bacco, Alessandro D'Attilio, Riccardo Melena)
3. Eva (feat. Tedua) – 2:40 (testo: Francesco Stasi, Mario Molinari, Alessio Buongiorno – musica: Umberto Odoguardi)
4. Servizio (feat. Papa V & Noyz Narcos) – 3:26 (testo: Francesco Stasi, Lorenzo Vinciguerra, Emanuele Frasca – musica: Matteo Amarù)
5. Il signore delle mosche – 3:13 (musica: Enrico Giannini, Francesco Turolla, Lorenzo Bassotti, Lucas Abner Moreira Da Silva)
6. Lilith – 2:44 (testo: Francesco Stasi, Nicolò Scalabrin – musica: Edoardo Di Fazio, Umberto Odoguardi)
7. Nemico (feat. Ernia) – 3:05 (testo: Francesco Stasi, Matteo Professione, Alessio Buongiorno – musica: Francesco Turolla, Lorenzo Bassotti, Umberto Odoguardi, Diego Frabetti)
8. Denaro (feat. Simba La Rue) – 2:23 (testo: Francesco Stasi, Mohamed Lamine Saida – musica: Davide Totaro)
9. Yung 3p 4 – 3:05 (musica: Nicolò Zangheri, Ruben Luntungan, Alexandros Centonze)
10. Terr1 (feat. Geolier) – 3:05 (testo: Francesco Stasi, Emanuele Palumbo, Alessio Buongiorno – musica: Umberto Odoguardi, Gennaro Petito)
11. Ilva (Fume scure rmx) (feat. Fido Guido) – 3:08 (testo: Francesco Stasi, Fido Guido, Alessio Buongiorno – musica: Umberto Odoguardi, Diego Frabetti)
12. Paganini – 2:55 (musica: Edoardo Rolle, Umberto Odoguardi, Flpbeatsss)
13. Ex angelo (feat. Sfera Ebbasta) – 2:58 (testo: Francesco Stasi, Gionata Boschetti – musica: Pablo Miguel Lombroni Capalbo, Edoardo Di Fazio)
14. Lucifero – 2:59 (testo: Francesco Stasi, Alessio Buongiorno – musica: Edoardo Di Fazio, Umberto Odoguardi)

Durata totale: 41:15
Tracce bonus incluse in Tutti i nomi del diavolo
Testi di Francesco Stasi eccetto dove indicato.
1. 6sei6 (feat. Massimo Pericolo) – 3:15 (testo: Francesco Stasi, Alessandro Vanetti, Alessio Buongiorno – musica: Umberto Odoguardi, Giuliano Morea, Gregorio Scaramella)
2. Donna – 2:59 (testo: Francesco Stasi, Alessio Buongiorno – musica: Edoardo Di Fazio, Umberto Odoguardi, Gabriele Coco)
3. S.X.S.I.C. – 3:20 (musica: Davide Bassi)
4. Modalità demonio – 2:56 (musica: Edoardo Di Fazio)
5. Diablo (feat. Glocky) – 2:24 (testo: Francesco Stasi, Davide Antonio Granelli, Alessio Buongiorno – musica: Simone Di Franco, Umberto Odoguardi, Edoardo Di Fazio, Wayv)
6. Loki – 2:52 (testo: Francesco Stasi, Alessio Buongiorno – musica: Umberto Odoguardi, Edoardo Di Fazio)
7. Ex angelo (Original Version) – 3:23 (musica: Umberto Odoguardi, Edoardo Di Fazio)
8. 64 barre da censura (Red Bull 64 Bars) – 3:14 (musica: Edoardo Di Fazio)

Durata totale: 24:23

## Formazione
- Kid Yugi - voce
- L. Abner - produzione (traccia 5)
- Artie 5ive - voce aggiuntiva (traccia 2)
- Bassi Maestro - voce aggiuntiva e produzione (traccia 3 Tutti i nomi del diavolo)
- Bluebarry - produzione (traccia 9)
- Buru Beats - produzione (traccia 5)
- CocoBeatz - produzione (traccia 2 Tutti i nomi del diavolo)
- Cxzy - produzione (traccia 1 Tutti i nomi del diavolo)
- Dat Boi Dee - produzione (traccia 8)
- Dbackinyahead - produzione (traccia 2)
- Depha Beat - produzione (tracce 1, 6, 13, 14; 2, 4-8 Tutti i nomi del diavolo)
- Ernia - voce aggiuntiva (traccia 7)
- Fido Guido - voce aggiuntiva (traccia 11)
- Flpbeatsss - produzione (traccia 12)
- Diego Frabetti - tromba, pianoforte (tracce 7, 11)
- Geolier - voce aggiuntiva (traccia 10)
- Glocky - voce aggiuntiva (traccia 5)
- Ill Santo - produzione (traccia 1 Tutti i nomi del diavolo)
- Junior K - produzione (tracce 1, 3, 6, 7, 11, 12, 14; 1, 2, 5-7 Tutti i nomi del diavolo)
- K-Sub - produzione (traccia 12)
- KIID - produzione (tracce 5, 7)
- Killer Garth - produzione (traccia 9)
- Kripton City - produzione (traccia 2)
- Massimo Pericolo - voce aggiuntiva (traccia 1 Tutti i nomi del diavolo)
- Mothz - produzione (traccia 4)
- Noyz Narcos - voce aggiuntiva (traccia 4)
- Papa V - voce aggiuntiva (traccia 4)
- Poison Beatz - produzione (traccia 10)
- Sadturs - produzione (tracce 5, 7)
- Sfera Ebbasta - voce aggiuntiva (traccia 13)
- Simba La Rue - voce aggiuntiva (traccia 8)
- Simo Fre - produzione (traccia 5 Tutti i nomi del diavolo)
- Shablo - produzione (traccia 13)
- Soulm8 - produzione (traccia 9)
- Tedua - voce aggiuntiva (traccia 3)
- Tony Boy - voce aggiuntiva (traccia 2)
- TY1 - produzione, scratch (traccia 1)
- Wayv - produzione (traccia 5 Tutti i nomi del diavolo)[14]

## Classifiche

### Classifiche settimanale
| Classifiche (2024) | Posizione massima |
| ------------------ | ----------------- |
| Italia             | 1                 |
| Svizzera           | 8                 |

### Classifiche di fine anno
| Classifica (2024) | Posizione |
| ----------------- | --------- |
| Italia            | 4         |